# كرايغ إنغلس
كرايغ إنغلس (بالإنجليزية: Craig Engels)‏ هو عداء مسافات متوسطة أمريكي، ولد في 1 مايو 1994 في Pfafftown, North Carolina ‏ في الولايات المتحدة.

## وصلات خارجية
- كرايغ إنغلس على موقع الاتحاد الدولي لألعاب القوى (الإنجليزية)
- كرايغ إنغلس على موقع الاتحاد الأمريكي لسباقات المضمار والميدان (الإنجليزية)
- كرايغ إنغلس على موقع الدوري الماسي (الإنجليزية)
- كرايغ إنغلس على موقع TFRRS.org (الإنجليزية)
- كرايغ إنغلس على موقع TFRRS.org (الإنجليزية)